# 塔爾納赫
69°30′N 88°24′E / 69.500°N 88.400°E

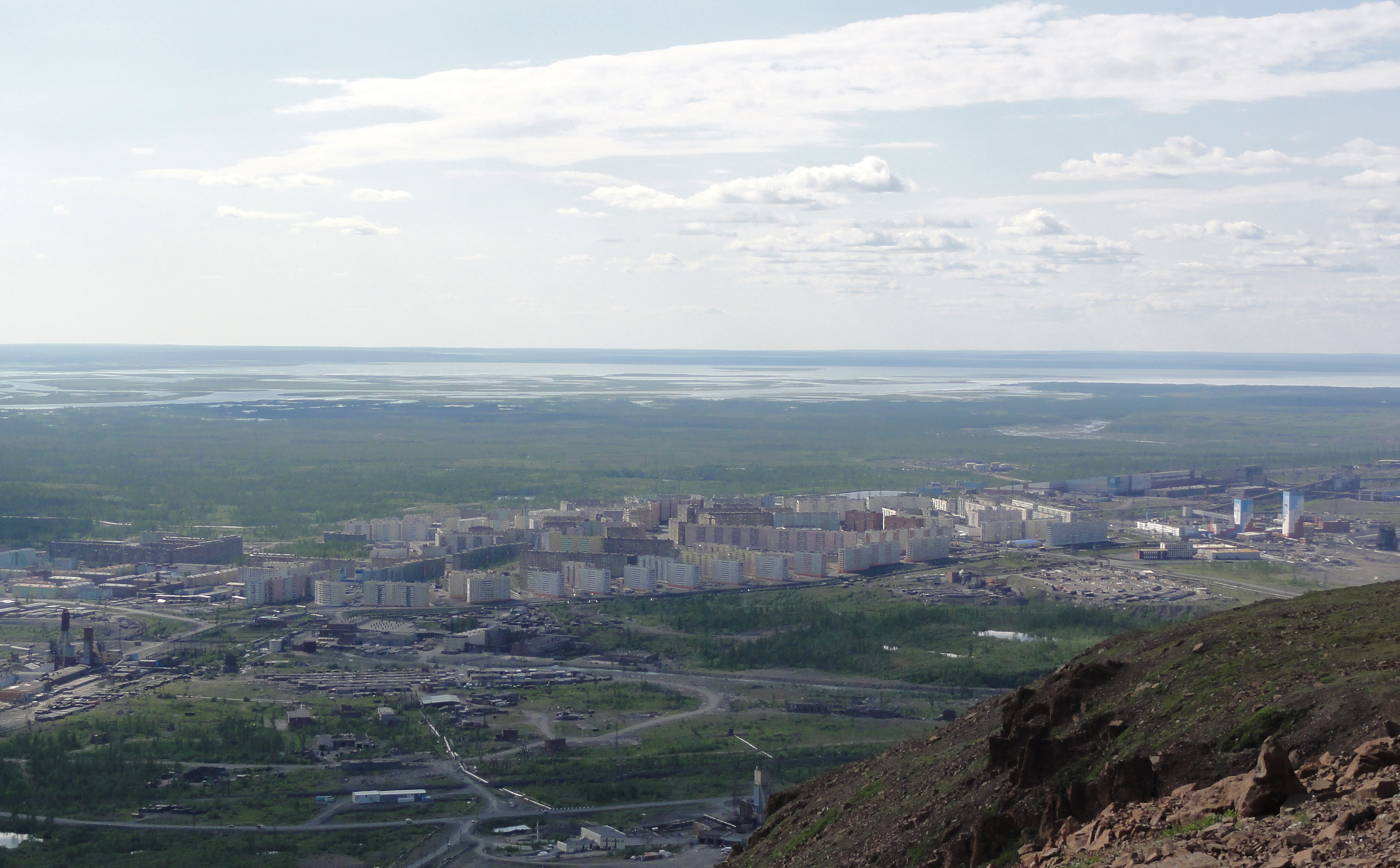
塔爾納赫

塔爾納赫 （俄语：Талнах）是昔日俄羅斯克拉斯諾亞爾斯克邊疆區的一個城市，位於泰梅爾半島上。2002年人口為58,564人。
2005年併入諾里爾斯克。硫鐵銅礦的英語名稱亦源於該地。